# 地方警務官
地方警務官（ちほうけいむかん）は、都道府県警察に所属する警察官のうち、警視正以上の階級にある警察官をさす。これは警察法の規定により、一般職の国家公務員とされており、定員は633人である。

## 概要
都道府県警察の職員のうち、警視正以上の階級（警視正、警視長、警視監および警視総監）にある警察官を、地方警務官と呼び一般職の国家公務員とされている（同法56条1項）。
また、都道府県警察の職員の中で圧倒的多数を占める警視以下の階級の職員は、地方警察職員と称する地方公務員である。
なお、地方警察職員から昇任した警視正以上の階級の警察官は、「特定地方警務官」と称され（同法56条の2第1項）、退職管理には地方公務員法が適用されるなど、地方警務官とは扱いが異なる（同法56条の2、56条の3）。

## 地位
地方警務官は、警視総監または道府県警察本部長の指揮監督の下に置かれるが（同法48条2項）、その任免権者は国家公安委員会である（同法55条3項）。一方で地方警察職員の任免権者は、警視総監または道府県警察本部長である。
国の行政機関である警察庁に所属する警察官の任免権者は、警察庁長官である（同法16条2項）。つまり、警視正以上の階級で警察庁から都道府県警察に出向した者は、任免権者が同庁長官から国家公安委員会に変わる。
地方警察職員の給与は各都道府県から支弁されるが、地方警務官の給与は国庫から支弁される（同法37条1項1号）。そのため、一部都道府県では国との給与水準の違いから、地方警察職員から地方警務官へ昇任すると実質減給になるなど給与上の不整合が指摘されている。かつては、長年地方警察職員を務めて地方警務官として警視正に昇任する者は一旦辞職して地方公務員として退職金を受け取り、一日開けて警視正として地方警務官となる面倒な手続きが取られていた。退職手当については、国・地方とも階級（職責、給与）の高低に応じた調整額が導入されたことで、単に在職年数ではなく完全に階級に比例した支給が実現しつつある。
警視正以上の階級の警察官は、都道府県警察本部の部長・主要参事官・主要課長・首席監察官・警察学校長・大規模警察署長などの要職に充てられる階級であり、国家公務員である。警視正以上の階級にある警察官は国家公安委員会が各都道府県の公安委員会の同意を得て人事が行われることになっているが、これまで一度たりとも地方の公安委員会が拒否権を発動した事例は無く、都道府県警察の主要幹部はすべて警察庁人事での決定を追認している。そのため報道機関も、警察庁人事として報じている。都道府県警察への警察庁長官による指揮監督権（同法16条2項）や、都道府県警察の定員が、警察法第57条第2項により「警察官の定員については、政令で定める基準に従わなければならない。」とされているため、警察法施行令第7条並びに別表第1及び第2で実質的に定められていること（同法57条1項及び2項）等と併せて、都道府県警察は都道府県の機関でありながら、実質的には国家警察色の濃い組織となっている。
地方警務官制度に対しては、地方分権・地方自治の精神に反するとの立場から批判があるが、政府の地方分権推進委員会（1995年発足、2001年廃止）及び地方分権改革推進委員会（2007年発足、2010年廃止）の諸勧告には含まれなかった。